# Dipartimento di N'guigmi
Il dipartimento di N'guigmi è un dipartimento del Niger facente parte della regione di Diffa. Il capoluogo è Maine-Soroa.

## Geografia antropica
Il dipartimento di N'guigmi è suddiviso in 3 comuni:

### Comuni urbani
- N'guigmi

### Comuni rurali
- Kablewa
- N'Gourti